# Championnat d'Europe II masculin de hockey sur gazon
Le Championnat II d'Europe masculin de hockey sur gazon anciennement connu sous le nom de Trophée d'Europe masculin de hockey sur gazon, est une compétition d'Europe pour les équipes nationales de hockey sur gazon. Il s'agit du deuxième niveau des championnats d'Europe masculin de hockey sur gazon pour les équipes nationales.
Sous le Championnat II, il existe au moins une division du Challenge d'Europe de hockey sur gazon, comme le Championnat d'Europe III. Il y a promotion et relégation. Les deux premières équipes classées se qualifient pour le championnat I d'Europe suivant et sont remplacées par les deux équipes les moins bien classées de ce tournoi. Les deux dernières équipes sont reléguées au championnat III d'Europe et remplacées par les deux mieux classées de ce tournoi.
Le tournoi a été remporté par six équipes différentes, la Pologne et l'Irlande ont le plus de titres avec deux et la Russie, la France, la Tchéquie et l'Écosse ont tous remporté le tournoi une fois. L'édition précédente a eu lieu à Cambrai, en France et a été remporté par la France. La prochaine édition aura lieu à Gniezno, en Pologne en août 2021.

## Palmarès
| Édition | Lieu      | Champion     | Vice-champion  | Troisième place | Quatrième place |
| ------- | --------- | ------------ | -------------- | --------------- | --------------- |
| 2005    | Rome      | Irlande      | Tchéquie       | Pays de Galles  | Autriche        |
| 2007    | Lisbonne  | Pologne      | Autriche       | Écosse          | Suisse          |
| 2009    | Wrexham   | Irlande      | Russie         | Pays de Galles  | Tchéquie        |
| 2011    | Vinnytsia | Tchéquie     | Pologne        | Écosse          | Autriche        |
| 2013    | Vienne    | Russie       | France         | Autriche        | Azerbaïdjan     |
| 2015    | Prague    | Pologne      | Autriche       | Écosse          | Tchéquie        |
| 2017    | Glasgow   | Écosse       | Pays de Galles | France          | Russie          |
| 2019    | Cambrai   | France       | Russie         | Autriche        | Pologne         |
| 2021    | Gniezno   | Autriche     | Écosse         | Irlande         | Pologne         |
| 2023    | Dublin    | Équipe ????? | Équipe ?????   | Équipe ?????    | Équipe ?????    |

### Bilan par nation
| Équipe         | Champions      | Vice-champions | Troisième place      | Quatrième place |
| -------------- | -------------- | -------------- | -------------------- | --------------- |
| Pologne        | 2 (2007, 2015) | 1 (2011)       |                      | 1 (2019, 2021*) |
| Irlande        | 2 (2005, 2009) |                | 1 (2021)             |                 |
| Autriche       | 1 (2021)       | 2 (2007, 2015) | 2 (2013*, 2019)      | 2 (2005, 2011)  |
| Russie         | 1 (2013)       | 2 (2009, 2019) |                      | 1 (2007)        |
| Écosse         | 1 (2017*)      | 1 (2021)       | 3 (2007, 2011, 2015) |                 |
| France         | 1 (2019*)      | 1 (2013)       | 1 (2017)             |                 |
| Tchéquie       | 1 (2011)       | 1 (2005)       |                      | 2 (2009, 2015*) |
| Pays de Galles |                | 1 (2017)       | 2 (2005, 2009*)      |                 |
| Suisse         |                |                |                      | 1 (2007)        |
| Azerbaïdjan    |                |                |                      | 1 (2013)        |

* = pays hôte

### Équipes apparues
| Équipe         | 2005 | 2007 | 2009 | 2011 | 2013 | 2015 | 2017 | 2019 | 2021 | 2023 | Total |
| -------------- | ---- | ---- | ---- | ---- | ---- | ---- | ---- | ---- | ---- | ---- | ----- |
| Écosse         | -    | 3e   | 5e   | 3e   | 6e   | 3e   | 1er  | -    | 2e   | Q    | 8     |
| Ukraine        | -    | 8e   | -    | 5e   | 5e   | 6e   | 5e   | 6e   | 6e   | Q    | 8     |
| Autriche       | 4e   | 2e   | -    | 4e   | 3e   | 2e   | -    | 3e   | 1er  | -    | 7     |
| Tchéquie       | 2e   | -    | 4e   | 1er  | -    | 4e   | 6e   | 7e   | -    | Q    | 7     |
| Italie         | 5e   | 6e   | 7e   | -    | 8e   | -    | -    | 5e   | 5e   | Q    | 7     |
| Suisse         | 6e   | 4e   | 8e   | -    | -    | 7e   | 7e   | -    | 7e   | Q    | 7     |
| Pays de Galles | 3e   | 5e   | 3e   | 6e   | 7e   | -    | -    | 2e   | -    | -    | 6     |
| Pologne        | -    | 1er  | -    | 2e   | -    | 1er  | -    | 4e   | 4e   | -    | 5     |
| Russie         | 8e   | -    | 2e   | -    | 1er  | -    | 4e   | 2e   | -    | -    | 5     |
| Biélorussie    | 7e   | -    | 6e   | 8e   | -    | -    | -    | 8e   | -    | -    | 4     |
| Irlande        | 1er  | -    | 1er  | -    | -    | -    | -    | -    | 3e   | Q    | 4     |
| France         | -    | -    | -    | -    | 2e   | -    | 3e   | 1er  | -    | -    | 3     |
| Portugal       | -    | 7e   | -    | -    | -    | -    | 8e   | -    | -    | Q    | 3     |
| Azerbaïdjan    | -    | -    | -    | -    | 4e   | 5e   | -    | -    | -    | -    | 2     |
| Croatie        | -    | -    | -    | -    | -    | 8e   | -    | -    | 8e   | -    | 2     |
| Suède          | -    | -    | -    | 7e   | -    | -    | -    | -    | -    | -    | 1     |
| Turquie        | -    | -    | -    | -    | -    | -    | -    | -    | -    | Q    | 1     |
| Total          | 8    | 8    | 8    | 8    | 8    | 8    | 8    | 8    | 8    | 8    | [ 3 ] |